# Người Drokpa
Drokpa (hay Brogpa, Drogpa) là một bộ tộc thiểu số, có dân số khoảng 2.500 người (có tài liệu ghi là 5.000 người), sống ở các làng nhỏ Dhahnu, Darchik và Garkun trên dãy núi Himalayas của Ladakh – khu vực nằm giữa Jammua và Kashmi thuộc vùng biên giới giữa hai nước Ấn Độ và Pakistan.

### Tín ngưỡng

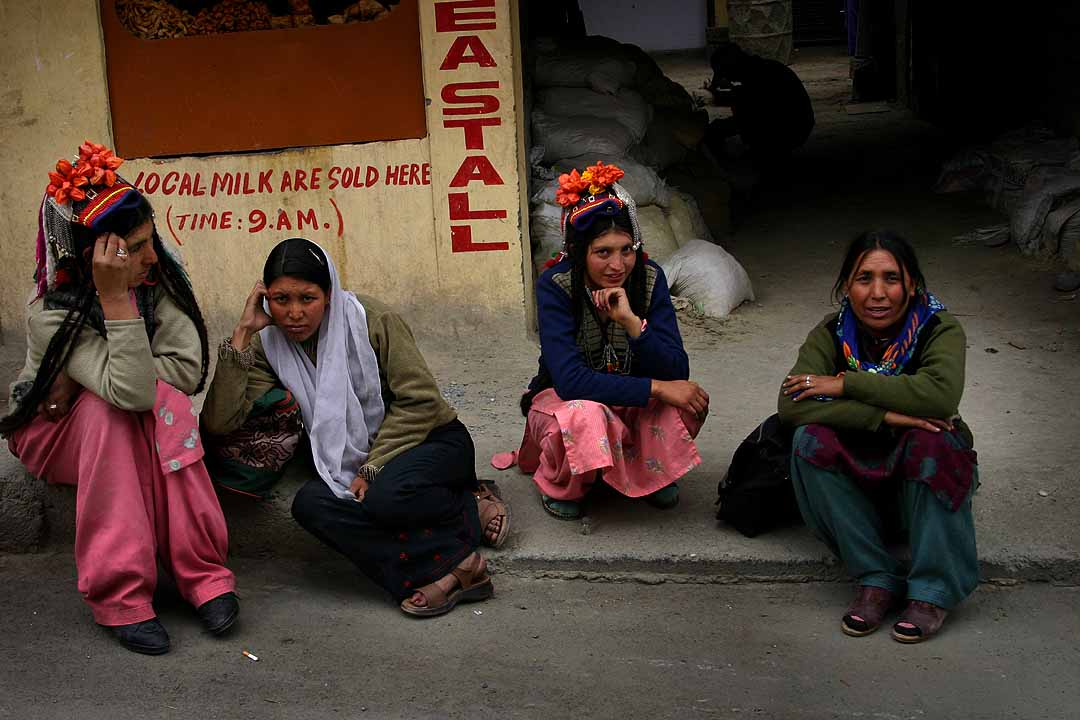
Phụ nữ Brokpa women trong trang phục truyền thống ở Ladakh